# Carbon Cliff
Carbon Cliff – wieś w Stanach Zjednoczonych, w stanie Illinois, w hrabstwie Rock Island.